# Prudent Joye

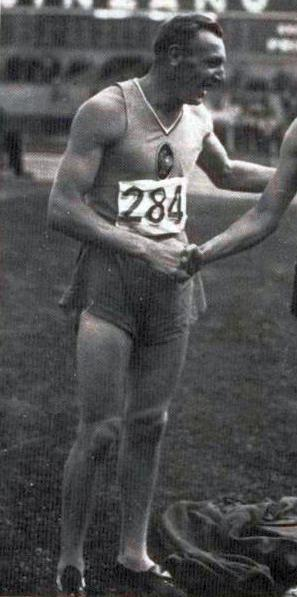
Prudent Raymond Joye (1938)

Prudent Raymond Joye (* 15. Dezember 1913 in Roubaix; † 1. November 1980 in Orléans) war ein französischer Leichtathlet. Bei einer Körpergröße von 1,80 m betrug sein Wettkampfgewicht 78 kg.
Bei den Olympischen Spielen 1936 in Berlin schied Joye in 54,1 s bereits im Vorlauf über 400 Meter Hürden aus. Mit der französischen 4-mal-400-Meter-Staffel verpasste Joye knapp den Finaleinzug.
Zwei Jahre später bei den Europameisterschaften 1938 in Paris gewann er den 400-Meter-Hürdenlauf in 53,1 s vor dem Ungarn József Kovács in 53,3 s. Als Schlussläufer der französischen Staffel übernahm er den Stab als Dritter hinter den Schlussläufern aus Deutschland und aus dem Vereinigten Königreich. Der schwedische Schlussläufer Bertil von Wachenfeldt nahm Joye allerdings 1,7 Sekunden ab und sicherte den Schweden die Bronzemedaille vor Frankreich.
Prudent Joye war in den Jahren 1936, 1937, 1938, 1939, 1941 und 1943 französischer Meister im 400-Meter-Hürdenlauf. Er startete für den RC Roubaix von 1932 bis 1934, für CA Français Paris von 1935 bis 1941 und für den FC Sochaux in den Jahren 1942 und 1943, bevor er seine Karriere 1945 in Roubaix beendete.